# 卓子
卓子（たくし、? - 紀元前651年）は、中国春秋時代の晋の君主（在位：紀元前651年）。姓は姫。献公と愛妾驪姫の妹の少姫のあいだの子。『史記』では悼子（とうし）。
紀元前651年、献公は大夫の荀息に子の奚斉の後見役を任せてこの世を去った。同年10月には晋で内乱が起き、奚斉は大夫である里克によって殺された。荀息が献公を埋葬し、卓子は驪姫によって晋の君主となった。11月、里克は驪姫・少姫・卓子・優施を殺し、献公の子の夷吾（恵公）を迎え入れ晋の君主とした。